# التجارة في المغرب
تتم التجارة الخارجية عبر التصدير والاستيراد، وتتميز في المغرب بكون الصادرات هي عبارة عن مواد خام
(63%) وأنصاف منتجات (%22)، مع ازدياد أهمية الأجهزة الكهربائية والإلكترونية (9%).
تفسر بنية الصادرات المغربية بأهمية الصناعة الاستهلاكية وتشجيع الدولة للصناعات الجديدة (الإلكترونيك)
وأهمية المنتجات الفلاحية التسويقية وارتفاع إنتاج الفوسفاط.
أما الواردات فهي عبارة عن مواد تجهيزية ومصادر الطاقة (43%) ومواد غذائية (%21)، ويمكن تفسير
بنية الواردات بضعف إنتاج البترول وعدم تطور الصناعة بشكل كاف.
ما زالت فرنسا شريكا تجاريا تقليديا للمغرب سواء أتعلق الأمر بعمليات التصدير أو الإستيراد على الرغم من أن حصتها من التجارة الخارجية للمغرب في انخفاض لصالح الولايات المتحدة، منطقة الخليج العربي، والصين. وباعتبار الاتحاد الأوروبي ككيان واحد فهو إلى حد بعيد يُعتبر أكبر شريك تجاري للمغرب.
بعد أداء جيد في النصف الأول من عام 2008، تباطأت صادرات السلع في الربع الثالث قبل الهبوط في الربع الأخير بنسبة (%16.3-)، عقب انخفاض في المبيعات الخارجية للفوسفاط ومشتقاته، بعد زيادة حادة في الربع الأول والثاني.
في السنوات الأخيرة، خفَّض المغرب من اعتماده على صادرات الفوسفاط، متحولا إلى مُصَدر للمنتجات الصناعية والزراعية وإلى وجهة سياحية نامية. ومع ذلك، فقد واجهت تنافسية المغرب على مستوى السلع المصنعة الأساسية كالنسيج صعوبات في ظل الإنتاجية الضعيفة وارتفاع الأجور. تتكون واردات المغرب أساسا من الوقود ومشتقاته، بالإضافة إلى أن احتياجاته من الأغذية يمكن أن تعرف ارتفاعا كبيرا خصوصا في سنوات الجفاف، كما كان الحال سنة 2007. يعتمد المغرب خطة هيكلية لمواجهة العجز التجاري، فيحقق التوازن عبر عائدات الخدمات السياحية وتدفقات التحويلات المالية الكبيرة للمهاجرين بالخارج.
وقّع المغرب في 1996 إتفاقا مع الاتحاد الأوروبي بدأ سريانه سنة 2000. هذا الاتفاق جاء بعد مؤتمر برشلونة (الاتحاد من أجل المتوسط 1995) وكان يتوخى تحقيق منطقة تجارة حرة تدريجيا.

## التجارة الداخلية

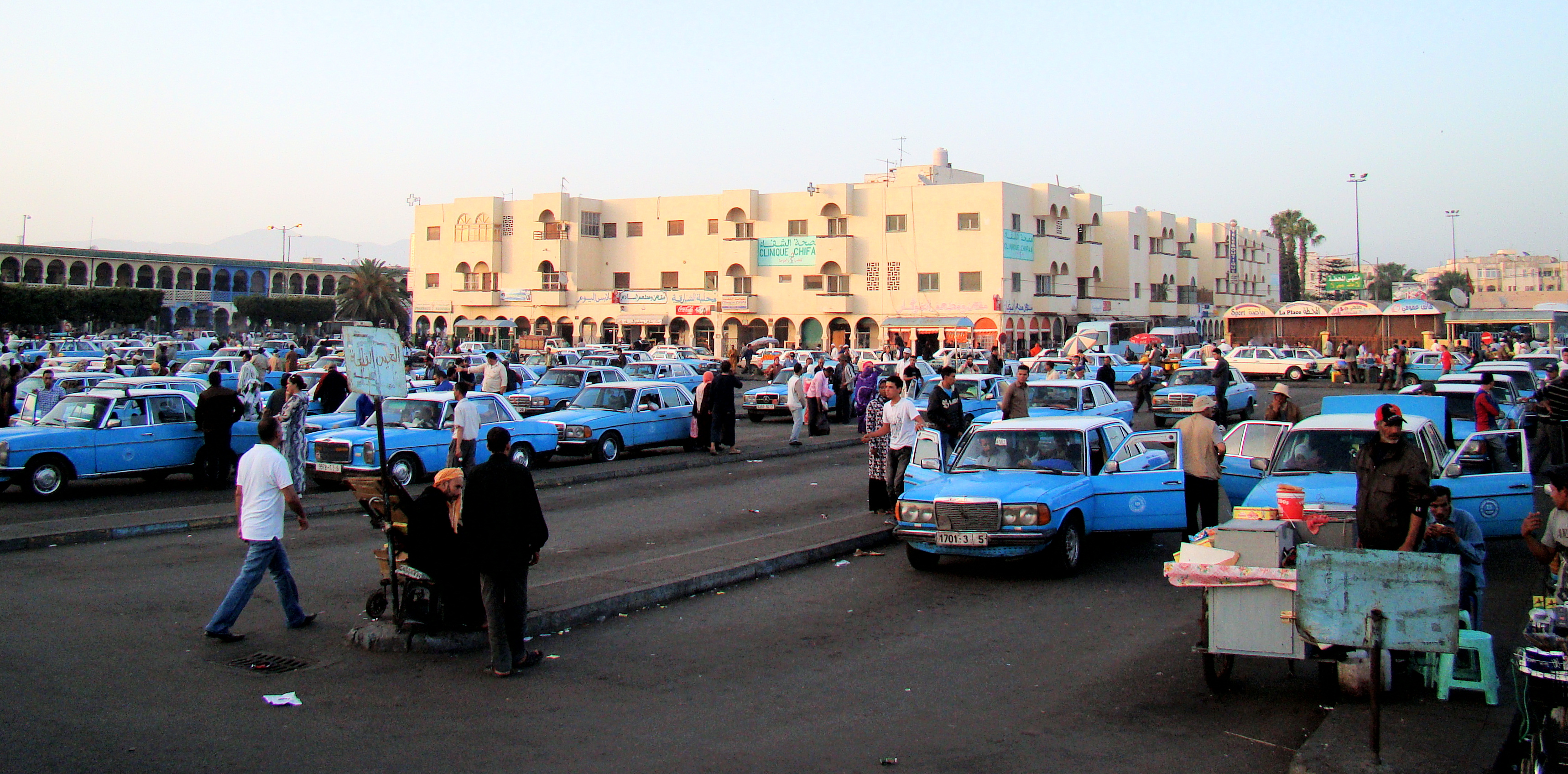
مدينة إنزكان أكبر مركز تجاري بجهة سوس ماسة

يعكس القطاع التجاري الوجه الحقيقي للاقتصاد المغربي، وتلعب التجارة الداخلية دورا مهما في الاقتصاد المغربي، حيث تساهم ب %12.8 من الناتج الداخلي الإجمالي وتساهم في خلق فرص شغل أزيد من مليون و200 ألف شخص، بالإضافة إلى أنها تساهم في سد حاجيات السكان عن طريق توزيع المنتوجات الفلاحية والصناعية.
تغطي التجارة الداخلية جميع التراب المغربي، وهي إما تقليدية تتم في الأسواق الأسبوعية والدكاكين الصغيرة والعربات المتنقلة أو تجارة عصرية تتم في المساحات التجارية الكبرى والمتاجر الكبرى والمتوسطة، توجد عدة شبكات للمتاجر العصرية والكبرى في المغرب للبيع بالتجزئة، أهمها:
- مرجان (هايبر ماركت) فرع من مجموعة أونا؛
- أسواق السلام تنتمي لمجموعة الشعبي بتعاون مع Groupe Casino الفرنسية؛
- مترو المغرب أو Atacadāo فرع من العملاق الألماني مجموعة مترو؛
- أسواق لابلفي مجموعة من الأسواق لييع المواد الاستهلاكية بتعاون مع العملاق الفرنسي كارفور؛
- أسواق أسيما (مجموعة أونا)؛
- BIM عملاق تركي لمتاجر القرب والتخفيضات (Hard-Discount) [الإنجليزية]؛
- علامة حنوتي (مجموعة بنجلون) محلات تزود الزبناء في أحياء القرب، أغلقت بحلول الربع الثالث لسنة 2012.[8]

تواجه التجارة الداخلية بالمغرب مجموعة من المشاكل، منها:
- ضعف التجهيزات الطرقية (من 58 ألف كلم فقط 11 ألف في مستوى جيد).
- 57% من المجال القروي لا تغطيه شبكة الطرق المعبدة لتسهيل عملية الرواج التجاري.
- سيادة القطاع التجاري غير المندمج/المهيكل (%40) الناتج عن انتشار البطالة والذي أصبح ينافس التجارة المنظمة.
- طول المسالك يؤدي إلى ارتفاع الأسعار، ويؤثر في جودة المنتوجات.[7]

## الإتفاقيات الدولية
مُنح المغرب الوضع المتقدم في اتفاقيات الشراكة مع الاتحاد الأوروبي سنة 2008، مما عزز علاقات التبادل التجاري مع أوروبا. من بين مختلف اتفاقيات التجارة الحرة التي صادق عليها المغرب مع شركائه الاقتصاديين الرئيسيين نجد اتفاق منطقة التجارة الحرة الأورومتوسطية مع الاتحاد الأوروبي؛ اتفاقية أكادير الموقعة مع مصر، الأردن، وتونس، في إطار تنزيل منطقة التجارة العربية الحرة الكبرى؛ اتفاقية التجارة الحرة مع الولايات المتحدة التي دخلت حيز التنفيذ في 1 يناير 2006، وأخيرا اتفاق التبادل الحر مع تركيا.

## التجارة مع الاتحاد الأوروبي

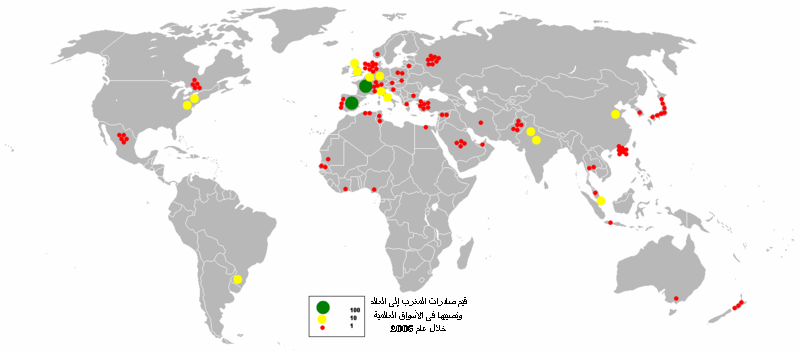
صادرات المغرب سنة 2006 إلى العالم، بما فيه:
الاتحاد الأوروبي: 7,9 مليار دولار
الولايات المتحدة: 562 مليون دولار
الصين: 477,7 مليون دولار
أفريقيا: 281 مليون دولار
منطقة الخليج العربي: 168,6 مليون دولار

دخلت اتفاقية التجارة الحرة الموقعة بين المغرب والاتحاد الأوروبي في عام 1996 حيز التنفيذ سنة 2000. ومنذ إلغاء الرسوم الجمركية على السلع الصناعية أصبحت نسبة %75 من صادرات المغرب تتوجه صوب أوروبا.
فرنسا هي أكبر شريك تجاري للمغرب ويليها إسبانيا. وتساهم فرنسا بنسبة أزيد من %60 من الاستثمار الأجنبي المباشر في المغرب. يبرز المغرب كقاعدة رئيسية لليد العاملة الرخيصة للمصنعين الأوروبيين، فضلا عن نقطة عبور للمنتوجات من كل أنحاء العالم بمرورها عبر مضيق جبل طارق. إتقان المغاربة للغة الفرنسية دفعت البنوك الفرنسية وشركات وكالات الإتصال لتمديد عملياتها في المغرب.

## التجارة مع الولايات المتحدة
قال الوزير السابق للتجارة والاقتصاد صلاح الدين مزوار سنة 2007: ”إرتفعت التجارة البينية بين المغرب والولايات المتحدة سنة 2007 من 1,4 إلى 2,3 مليار دولار بعد توقيع اتفاقية التجارة الحرة بين البلدين سنة 2006.“ وقال السيد الوزير في كلمة أخرى أن صادرات المغرب إلى الولايات المتحدة من النسيج ارتفت بنسبة %122 سنة 2006 بينما نمت مبيعات العطور بنسبة %41، وتجاوزت قيمة الاستثمارات الأمريكية في المغرب 1,5 مليار دولار وبشكل رئيسي في قطاعي السياحة والنسيج.
ارتفعت قيمة التجارة البينية بين البلدين سنة 2006 بنسبة %44 مقارنة مع 2005 حيث سجلت صادرات المغرب إلى الولايات المتحدة 521,2 مليون دولار في حين بلغت الصادرات الأمريكية إلى المغرب 875,5 مليون دولار بزيادة %67 مقارنة مع 2005، وفي 2007 ارتفعت الصادرات المغربية إلى الولايات المتحدة بنسبة %25. وبموجب اتفاقية التجارة الحرة بين البلدين يمكن للمغرب التصدير للولايات المتحدة بدون رسوم جمركية بما فيه حصة 15 مليون متر مربع من السلع تامة الصنع و500 طن من النسيج والمواد المصنوعة من الألياف والقطن في دول أفريقيا جنوب الصحراء. يطمح المغرب إلى البحث عن أسواق جديدة للنسيج المصنوع وطنيا بدل السوق الأوروبية بسبب المنافسة القوية للمنسوجات الآسيوية هناك.
يُلاحظ أن التجارة بين البلدين قد تيسرت وتعززت بفضل اتفاقية التجارة الحرة، وتبقى إنشاء خطوط بحرية مباشرة بين طنجة والموانئ على الساحل الشرقي للولايات المتحدة خطوة أساسية من أجل الارتقاء بالتجارة البينية إلى المستوى التالي.

## التجارة مع الصين

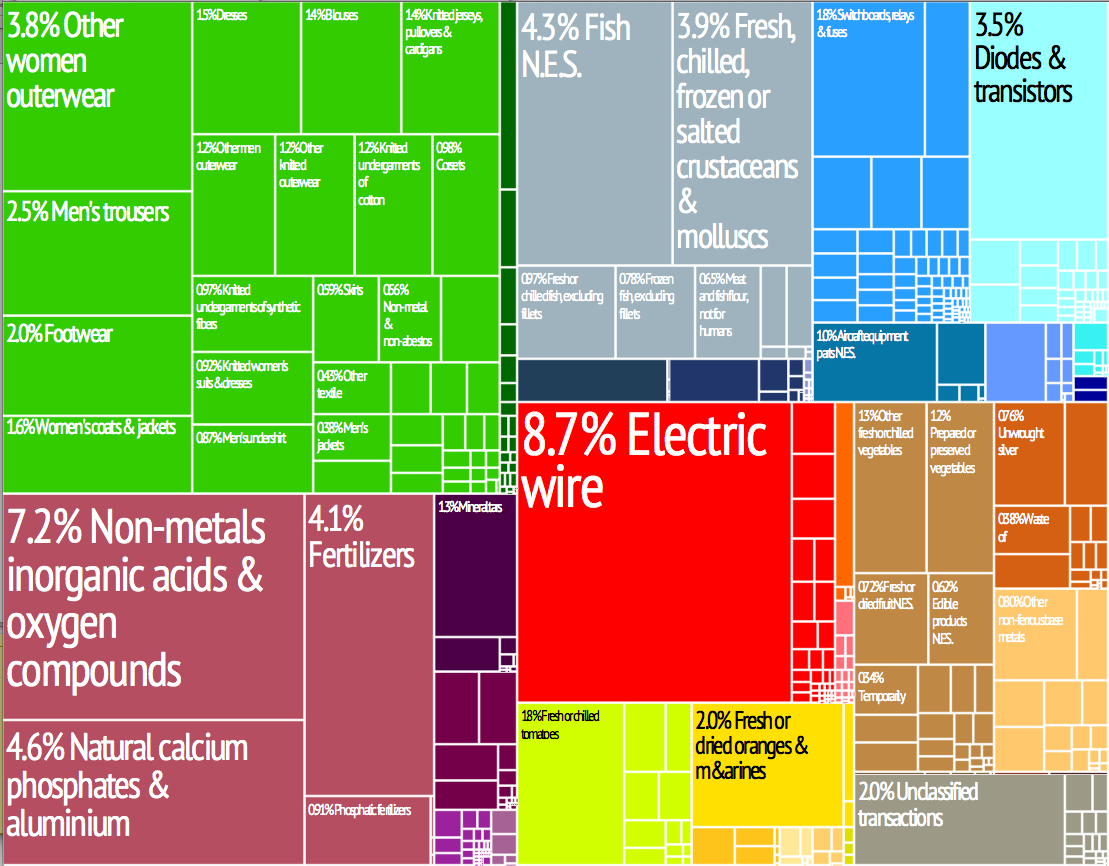
بنية صادرات المغرب سنة 2012

كان المغرب ثاني بلد أفريقي في إقامة علاقات دبلوماسية مع الصين منذ تأسيس الجمهورية الشعبية سنة 1949، ويظهر التعاون بين البلدين بشكل أساسي في مجالات الصيد البحري، الزراعة، الصحة، والمشاريع الهندسية. قال رئيس اللجنة الدائمة للمجلس الوطني لنواب الشعب الصيني العاشر وو بانغ قوه خلال لقائه مع السيد عبد الواحد الراضي رئيس مجلس النواب المغربي سنة 2005: ”عرفت العلاقات المغربية-الصينية على مدى تاريخها وضعا من النمو على نحو سليم وثابت في جو من التعاون الأخوي والعميق بشكل مستمر في جميع المجالات، وذلك بفضل الجهود المشتركة التي يبدلها كلا من قادة البلدين وشعبيها بغض النظر عن التغيرات التي يشهدها الوضع الدولي.“ ويضيف: ”في التعاون التجاري والاقتصادي، ازداد حجم التبادل التجاري بين البلدين بدون انقطاع، وقد وصل إلى 1,16 مليار دولار أمريكي سنة 2004.“ 

## التجارة مع منطقة الخليج العربي
كجزء من سياسة تحرير الاقتصاد، أبرم المغرب اتفاقات للتجارة الحرة مع دول مجلس التعاون الخليجي، وبذلك فالمغرب مرتبط مع واحدة من أكبر شبكات التجارة الحرة في العالم ما يُخوله الوصول إلى سوق ضخمة بدون رسوم جمركية.

## التجارة مع أفريقيا
قفز التبادل التجاري بين المغرب والبلدان الأفريقية من 533 مليون دولار سنة 1998 إلى حوالي 3 مليارات دولار سنة 2008 أي بزيادة %460. تعود أسباب هذه القفزة النوعية إلى إحداث 27 خطا جويا من طرف الخطوط الملكية المغربية يخدم أكبر مدن القارة، فضلا عن تواجد عدد من الشركات المغربية في أفريقيا ولا سيما الخطوط الملكية الجوية، مزود شبكات المحمول اتصالات المغرب، والتجاري وفا بنك.

## العجز الميزاني
تعاني التجارة الخارجية المغربية من عجز في الميزان التجاري، حيث أن الصادرات تفوق وارداته من حيث الحجم لكنها ضعيفة من حيث القيمة. إن العجز التجاري في المغرب ارتفع من 86 مليار إلى 118 مليار درهم بين 2006 و2007 أي بزيادة %26,6 مما يشكل %17 من الناتج المحلي الإجمالي. ويتوقع صندوق الإيداع والتدبير أنه إذا ما استمرت الواردات في الارتفاع أسرع من الصادرات، يمكن أن يصل العجز إلى %21 من الناتج المحلي الإجمالي. وقال وزير التجارة الخارجية السابق عبد اللطيف معزوز: ”أن أعضاء الحكومة قد وافقو على خطة تركز على أربعة مجالات رئيسية: إستراتيجية منسقة لتنمية الصادرات، تقنين الواردات، رصد ومراقبة السوق والاقتصاد، وتكييف أنظمة وممارسات العمل. هذه الخطة ستمكننا من تصحيح وضعية التجارة الخارجية للمغرب والحد من العجز التجاري."
| السنوات | الصادرات       | الواردات       | العجز التجاري  |
| ------- | -------------- | -------------- | -------------- |
| 2006    | 000 494 971 11 | 000 494 571 20 | 000 000 600 8  |
| 2007    | -              | -              | 000 000 800 11 |
| 2010    | -              | -              | 000 000 700 19 |
| 2012    | -              | 000 000 450 42 | -              |
| 2014    | 000 000 560 19 | -              | -              |
| 2015    | 000 000 150 21 | 000 000 404 35 | 000 000 254 14 |
| 2016    | -              | -              | 000 000 710 17 |
| 2017    | 000 000 900 26 | 000 000 100 47 | 000 000 200 20 |

## وصلات خارجية
- موقع وزارة الاقتصاد والمالية المغربية
- موقع بنك المغرب